# Dino Lunardi

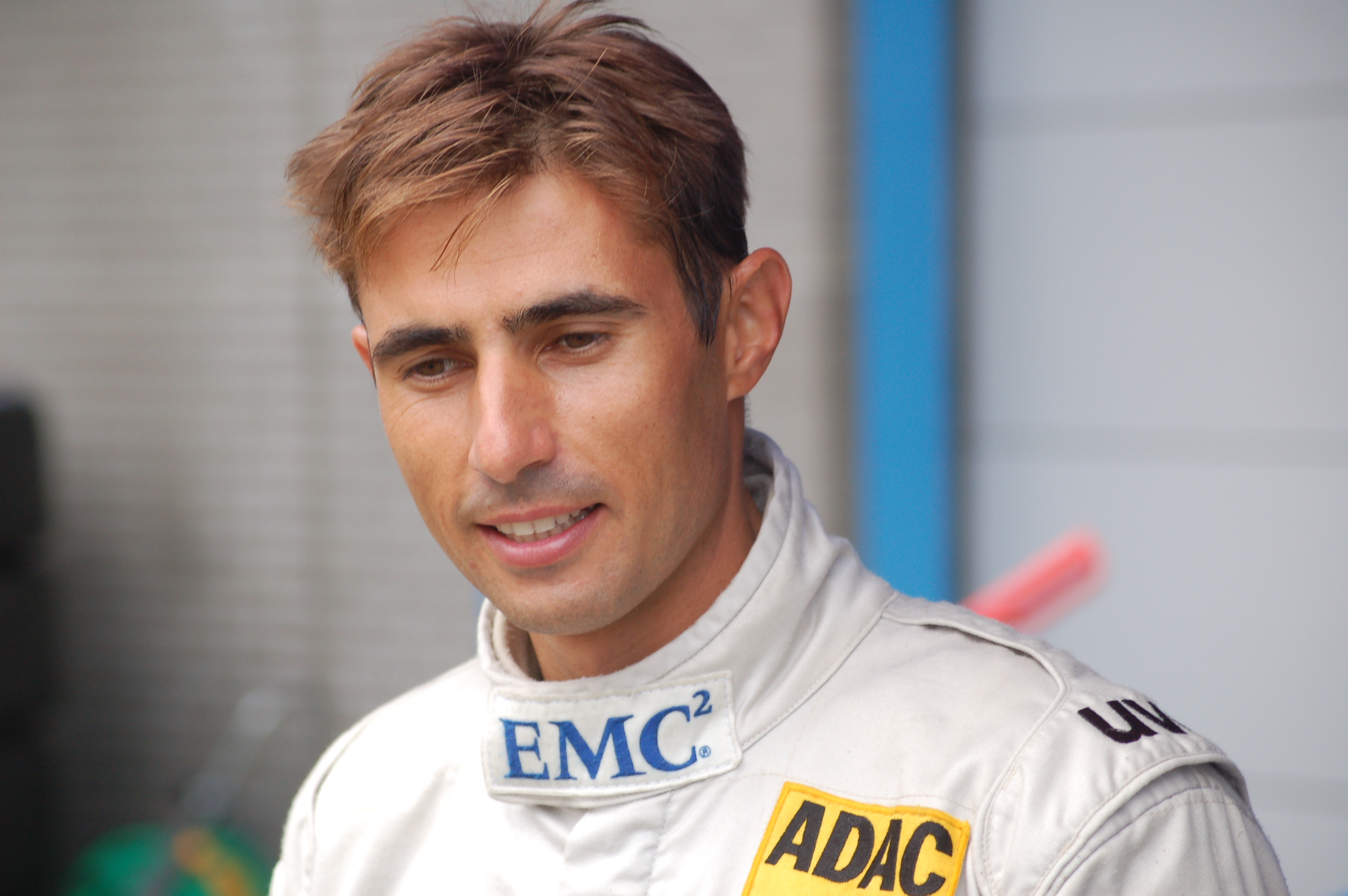
Dino Lunardi 2011

Dino Lunardi (* 25. Oktober 1978 in Nîmes) ist ein französischer Autorennfahrer. Er tritt seit 2008 in der FIA-GT3-Europameisterschaft an. Seit 2011 startet er zudem in der ADAC GT Masters. Dort gewann er 2011 zusammen mit Alexandros Margaritis den Meistertitel.

## Karriere
Lunardi begann seine Motorsportkarriere im Formelsport und nahm 2003 an der französischen Formel Ford teil. 2005 wechselte er in den Tourenwagen/GT-Sport und trat zwei Jahre im Peugeot RC Cup an. Nachdem er in seiner ersten Saison Vizemeister wurde, gewann er 2006 den Meistertitel. 2007 ging er im THP Spider Cup an den Start und gewann auch hier den Meistertitel. Darüber hinaus startete er zu einigen Rennen des Diester Racing Cup und wurde Gesamtvierter.
2008 wechselte Lunardi in die FIA-GT3-Europameisterschaft. Er trat für verschiedene Teams an und wurde mit zwei Podest-Platzierungen Achter in der Meisterschaft. Darüber hinaus nahm er an vier Rennen der französischen GT-Meisterschaft teil und gewann eines davon. Außerdem absolvierte er zwei Gaststarts im THP Spider Cup. Er gewann dort beide Rennen von der Pole-Position startend. 2009 nahm Lunardi für Matech GT Racing an den ersten acht Rennen der FIA-GT3-Europameisterschaft und für Mühlner Motorsport an zwei weiteren Rennen dieser Meisterschaft teil. Dabei gelang es ihm, zusammen mit Eric De Doncker ein Rennen auf dem Adria International Raceway zu gewinnen. Er wurde Elfter in der Meisterschaft. Darüber hinaus debütierte er 2009 in der ADAC GT Masters und trat dort zu drei Rennen an. Dabei gelangen ihm zwei Podest-Platzierungen.
2010 absolvierte Lunardi die komplette Saison der französischen GT-Meisterschaft. Mit einem Sieg wurde er Zehnter in der Fahrerwertung. Darüber hinaus nahm er an vier von sechs Veranstaltungen der FIA-GT3-Europameisterschaft 2010 teil. Dort erreichte er mit einem zweiten als bestes Resultat den elften Platz in der Meisterschaft. 2011 war Lunardi in zwei Rennserien durchgängig aktiv. In der ADAC-GT-Masters-Saison 2011 trat er für das LIQUI MOLY Team Engstler zusammen mit Alexandros Margaritis an. Die beiden entschieden vier Rennen für sich und gewannen den Meistertitel vor Ferdinand und Johannes Stuck. In der FIA-GT3-Europameisterschaft 2011 startete er für Saintéloc Racing an der Seite von Jérôme Demay. Die beiden erzielten einen dritten Platz als bestes Ergebnis. In der Gesamtwertung wurden sie 16. Darüber hinaus nahm er an zwei Rennen der französischen GT-Meisterschaft sowie an einem Rennen der Blancpain Endurance Series teil.
2012 startet Lunardi in der ADAC GT Masters zusammen mit Maxime Martin für Alpina. Nach dem vierten Rennwochenende führten die beiden mit zwei Siegen die Gesamtwertung an. Darüber hinaus begann er die FIA-GT3-Europameisterschaft für Saintéloc Racing. Nach dem vierten Rennwochenende lag er auf dem neunten Platz. Für Saintéloc Racing nimmt er zudem an einigen Rennen der französischen GT-Meisterschaft teil. Außerdem debütierte Lunardi 2012 in der FIA-GT1-Weltmeisterschaft für Mühlner Motorsport. Er trat zu zwei Veranstaltungen an. Des Weiteren startete er erneut zu einem Rennen der Blancpain Endurance Series.

## Statistik

### Karrierestationen
| - 2003: Französische Formel Ford - 2005: Peugeot RC Cup (Platz 2) - 2006: Peugeot RC Cup (Meister) - 2007: THP Spider Cup (Meister) - 2007: Diester Racing Cup (Platz 4) - 2008: FIA-GT3-EM (Platz 8) - 2008: Französische GT, GT3 (Platz 29) | - 2009: FIA-GT3-EM (Platz 11) - 2009: ADAC GT Masters (Platz 18) - 2010: Französische GT (Platz 10) - 2010: FIA-GT3-EM (Platz 11) - 2011: ADAC GT Masters (Meister) - 2011: FIA-GT3-EM (Platz 16) - 2011: Französische GT | - 2011: Blancpain Endurance Series, GT3 Pro (Platz 29) - 2012: ADAC GT Masters - 2012: FIA-GT3-EM - 2012: FIA-GT1-WM - 2012: Französische GT - 2012: Blancpain Endurance Series, GT3 Pro |